# Rovte v Selški dolini
Rovte v Selški dolini is een plaats in Slovenië en maakt deel uit van de gemeente Škofja Loka in de NUTS-3-regio Gorenjska. De plaats telde 54 inwoners op 1 januari 2020.